# Neny-Matterhorn
Das Neny-Matterhorn ist ein 1125 m hoher, spitzer und pyramidenförmiger Berg an der Fallières-Küste des Grahamlands auf der Antarktischen Halbinsel. Er ragt im nordwestlichen Teil der Blackwall Mountains am Südufer des Neny-Fjords auf.
Teilnehmer der British Graham Land Expedition (1936–1937) unter der Leitung des australischen Polarforschers John Rymill nahmen zwischen 1936 und 1937 erste Vermessungen vor. Weitere Vermessungen erfolgten durch den Falkland Islands Dependencies Survey zwischen 1948 und 1949. Sein Name erscheint erstmals im Zusammenhang mit der US-amerikanischen Ronne Antarctic Research Expedition (1947–1948) und leitet sich vom benachbarten Neny-Fjord sowie von seiner Ähnlichkeit mit dem Matterhorn in den Schweizer Alpen ab.